# Medizinische Soziologie
Die Medizinische Soziologie ist ein in der Approbationsordnung für Ärzte vorgesehenes Lehr- und Prüfungsgebiet.
Die Medizinische Soziologie wurde 1970, zugeordnet zur Fächergruppe Psychosoziale Medizin, Bestandteil des Medizinstudiums. Seit 1972 besteht die Deutsche Gesellschaft für Medizinische Soziologie (DGMS). 